# Сын полка (фильм, 1981)
«Сын полка» — советский художественный фильм режиссёра Георгия Кузнецова, снятый в 1981 году по одноимённой повести Валентина Катаева.

## Сюжет
Лето 1943 года. Группа разведчиков артиллерийского дивизиона во время рейда по вражескому тылу натыкается на 12-летнего мальчишку. На вид — настоящий волчонок — совершенно дикий, грязный, оборванный, голодный и злой. Парень скитается по лесам около двух лет, питается, чем придётся. Разведчики забирают его с собой, однако командование принимает решение отправить мальчика в тыл. По пути в город он сбегает и возвращается к разведчикам. Капитан Енакиев, тронутый историей мальчика, все же разрешает ему остаться у разведчиков в качестве сына полка. И привязавшись к мальчику, усыновляет его, но в одном из боёв капитан Енакиев погибает, вызвав огонь на себя. Ваня вновь становится сиротой. Но командование принимает решение отправить мальчика в тыл для учёбы в Суворовском училище.

## В ролях
- Игорь Носов — Ваня Солнцев, сын полка
- Вадим Яковлев — капитан Енакиев
- Виктор Мирошниченко — Биденко Василий
- Виктор Павлов — ефрейтор Горбунов Кузьма
- Иван Краско — Ковалев
- Николай Гусаров — Матвеев
- Виктор Шубин — Егоров
- Иван Криворучко — Ахунбаев
- В. Штряков — Соболев
- Андрей Комаров — казачок
- Людмила Крячун — немка
- Семён Фарада — парикмахер

## Съёмочная группа
- Режиссёр: Георгий Кузнецов
- Сценарист: Александр Демуров, Виктор Смоктий
- Оператор: Анатолий Лесников, Виктор Баранов
- Художник: Юрий Истратов
- Композитор: Владимир Лебедев
- Директор картины: Евгений Калинин
- Заместитель директора картины: Владимир Лысенков

## Съёмки
Фильм снимали в окрестностях Камышлова — в Свердловской области, а в массовке поучаствовали юные солдаты, что проходили в том месте армейскую службу.